# Кизилчилик
Кизилчилик — село в Карталинском районе Челябинской области России. Входит в Еленинское сельское поселение.

## География
Через село протекает река Сухая. Расстояние до районного центра города Карталы 52 км.

## История
Село основано на месте 3 бывших хуторов Григорьева, Слинкина, Ткаченко, построено в 1929 году переселенцами из села Неплюевка.
В этот же год появился колхоз «Первое Мая».

## Население
| 2002 | 2010 |
| ---- | ---- |
| 295  | ↘282 |

## Улицы
- Октябрьская,
- Первомайская.

## Инфраструктура
- Клуб,
- фельдшерско-акушерский пункт,
- библиотека.